# بطولة أمم أوروبا داخل الصالات 1999
بطولة أمم أوروبا داخل الصالات 1999 (بالإسبانية: Eurocopa de fútbol sala de 1999)‏ هو الموسم 2 من  بطولة أمم أوروبا داخل الصالات. كان عدد الأندية المشاركة فيه  8، وفاز فيه منتخب روسيا الوطني لكرة قدم الصالات.